# Dagmar (kejserinde af Rusland)
Marie Sophie Frederikke Dagmar, i Rusland kaldet Marija Fjodorovna (russisk: Мария Фёдоровна) (26. november 1847 – 13. oktober 1928) var en dansk prinsesse, datter af kong Christian 9. og russisk kejserinde, gift med Kejser Aleksandr 3.
Dagmar blev moder til Ruslands sidste kejser, Nikolaj II, der blev myrdet efter den russiske revolution i 1917. Dagmar overlevede revolutionen og flyttede tilbage til Danmark i 1919. Hun var Ruslands sidste enkekejserinde og sidst levende kronede person .

## Biografi

### Tidlige liv

#### Fødsel og familiebaggrund
Prinsesse Dagmar blev født 26. november 1847 i København i forældrenes bolig i Det Gule Palæ i Amaliegade lige ved siden af Amalienborg. Hun var den anden datter og det fjerde barn af den daværende Prins Christian af Slesvig-Holsten-Sønderborg-Glücksborg (den senere Christian 9.), og hans hustru, prinsesse Louise af Hessen. Hun blev døbt i den lutheranske tro i Det Gule Palæ af slotspræst J.H. Paulli og med Dronning Caroline Amalie som gudmor. Hun modtog navnene Marie Sophie Frederikke Dagmar, opkaldt efter sin fars moster Enkedronning Marie Sophie Frederikke og – i overensstemmelse med tidens nationalromantiske mode – efter middelalderens folkekære Dronning Dagmar. Til daglig var hun under sin opvækst i Danmark kendt under navnet Dagmar, mens hun i familien blev kaldt Minnie livet igennem.
Selv om hun var af kongeligt blod, kom den fremtidige russiske kejserinde til verden under relativt beskedne omstændigheder i forhold til sin fremtidige skæbne. Dagmar blev født ind i et forholdsvist fattigt fyrstehus, for da hun blev født, var hendes far kun prins af Slesvig-Holsten-Sønderborg-Glücksborg, en yngre søn af en fjern og forarmet sidegren til det danske kongehus, der nedstammede fra Christian 3. Familiens status ændredes imidlertid i 1853, da Christian ved udsigten til den oldenborgske slægts snarlige uddøen, blev gjort til arving til den danske trone, til dels på grund af sin hustrus arveret, og dels fordi han som en af de eneste prinser i sin familie ubetinget støttede Danmark. Dagmar blev ved faderens udnævnelse til tronfølger prinsesse af Danmark. Dagmars familie var dog ikke udelt populær i Danmark, især ikke i nationaleliberale kredse. Familien blev anset for at være tysk, og dertil var begge forældre kendt for at være konservative helstatstilhængere.
Dagmar havde fem søskende: Frederik (8.), der efterfulgte deres far som konge af Danmark, Alexandra, der blev gift med Edward 7. af Storbritannien, Vilhelm, der blev konge af Grækenland som Georg 1., Thyra, der blev gift med Ernst August, hertug af Cumberland og tronprætendent til Kongeriget Hannover, og prins Valdemar, der gjorde karriere i den danske flåde.
Christian 9. blev på grund af sine børns alliancer med betydelige kongelige huse kendt som Europas svigerfar og han samlede ofte alle sine børn, svigerbørn og børnebørn i Danmark i Fredensborg. Dagmar og hendes mand Alexander III kom adskillige somre og holdt så meget af tiden i Fredensborg, at de købte deres eget hus lige op til slotsparken. Huset er kendt som Kejserens Villa.
At Dagmar var søster til Alexandra, Edward VIIs dronning og mor til Georg 5. af Storbritannien, forklarer den store lighed mellem de to fætre Nikolaj 2. af Rusland og Georg 5. af Storbritannien.

#### Opvækst
Dagmar og hendes søskende voksede op i det Gule Palæ, og tilbragte somrene på Bernstorff Slot nord for København, som familien havde adgang til, efter at faderen var blevet tronarving. Børnene voksede op i, hvad der er blevet karakteriseret som et enkelt, men lykkeligt miljø, hvor familien var tæt knyttet til hinanden. I barndommen havde familien kun faderens officersløn at leve af, og familien førte et efter kongelig målestok relativt enkelt liv. Deres husstand havde kun seks ansatte, og Dagmar og hendes søskende kunne gå rundt i Københavns gader i deres barndom og lave sådanne ting som at gå på marked og besøge caféer. De deltog kun sjældent i officielle begivenheder og måtte så straks tage deres fine tøj af igen for ikke at risikere at det blev snavset. Dagmars forældre lagde vægt på at give børnene en enkel borgerlig opdragelse, der lagde stor vægt på de kongeliges pligter. Senere blev alle børnene kendt for deres evner til at omgås mennesker, deres pligtfornemmelse og evne til at repræsentere.
Dagmar var tættest på sin ældste søster, Alexandra, og de opretholdt en stærk tilknytning til hinanden hele livet. De to prinsesser delte værelse og blev opdraget sammen. Søstrene fik omtrent den samme uddannelse, med elementer der blev anset for passende for piger fra overklassen: de blev undervist i husholdning af deres mor, og lærte at danse, spille musik, male og tegne og tale fransk, engelsk og tysk af privatlærere. Faderen insisterede dog også på, at de skulle lære gymnastik og idræt, hvilket var mere usædvanligt for piger. Under deres opvækst fik Dagmar og Alexandra svømmeundervisning af den svenske pioner inden for svømning for kvinder, Nancy Edberg; Dagmar kom senere til at byde Edberg velkommen til Rusland, hvortil hun kom på et kongeligt stipendium for at holde svømmeundervisning for kvinder. Dagmar blev beskrevet som livlig og intelligent, sød men mindre smuk end Alexandra og bedre til at male og tegne end sine søstre, der til gengæld var dygtigere til musik.
Familiens sociale anseelse var steget betydeligt, da Christian blev tronarving, og i 1863 begyndte familien for alvor at markere sig blandt Europas kongehuse. I marts 1863 blev Dagmars søster Alexandra gift med den britiske tronarving, Fyrsten af Wales, den fremtidige kong Edward 7. af Storbritannien. Senere samme år blev Dagmars broder Vilhelm valgt til græsk konge under navnet Georg 1.. Og i november 1863 døde Frederik 7., og Dagmars far blev derved konge af Danmark, kort før hun fyldte 16 år.

### Forlovelser og ægteskab

#### Første forlovelse
Som datter og søster til kongerne af Danmark og Grækenland og svigerinde til den britiske tronarving blev Dagmar pludselig betragtet som en af Europas mest eftertragtede prinsesser på ægteskabsmarkedet. Hun modtog et frieri fra kronprins Umberto af Italien, men var tilbageholdende med at gifte sig med ham, fordi hun fandt ham uattraktiv. Hendes mor var også tilbageholdende med at støtte et sådant ægteskab, da hun så en større status, ved udsigten til at Dagmar giftede sig ind i den russiske kejserfamilie.
Den tiltagende støtte til den slavofile ideologi i Det Russiske Kejserrige fik nemlig den russiske kejser Aleksandr 2. til at lede efter en brud til tronfølgeren Storfyrst Nikolaj i andre lande end de små protestantiske tyske fyrstendømmer, hvor medlemmerne af Huset Romanov traditionelt havde fundet deres ægtefæller. Dagmar var en af kandidaterne, og allerede i 1860 havde kejseren foretaget sine første forespørgsler. Der var også allerede slægtskabsbånd mellem de to familier, da Dagmars morbror havde været gift med kejserens søster.

I sommeren 1864 meddelte den russiske kejserinde Maria Aleksandrovna, at hendes søn ville besøge Danmark, og Storfyrst Nikolaj ankom i løbet af sommeren til Fredensborg Slot, hvor den danske kongefamilie opholdt sig. Nikolaj, eller Nixa som han blev kaldt i familien, havde aldrig mødt Dagmar, men havde i en årrække samlet på fotografier af hende, og begge familier ønskede ægteskabet. Dagmar og Nikolaj fattede gensidig sympati for hinanden, da de mødtes, og Nikolaj skrev hjem til sin mor:
 Jeg kom her som i en feber (...) Jeg kan ikke beskrive for dig, hvad der kom over mig, da vi nærmede os Fredenborg og jeg endelig så den søde Dagmar. Hvordan kan jeg beskrive det? Hun er så smuk, direkte, intelligent, erfaren og alligevel genert på samme tid. Hun er endnu smukkere i virkeligheden end på de billeder, vi har set hidtil.

Efter at være vendt tilbage til Rusland for at indhente sin fars tilladelse, friede Nikolaj til Dagmar den 28. september 1864 i Bernstorff Slotshave og fik et ja. Forlovelsen blev deklareret på Bernstorff Slot ved taflet senere samme dag. I forlovelsesgave gav hendes kommende svigermor Maria Aleksandrovna hende et seks-radet perle-collier, mens Nikolaj gav hende et diamantarmbånd. I alt kostede de forlovelsesgaver, Dagmar modtog fra sine kommende svigerforældre 1,5 millioner rubler. Efter forlovelsens indgåelse rejste Storfyrst Nikolaj videre, mens Prinsesse Dagmar begyndte at modtage undervisning i russisk og den russisk-ortodokse tros lære for at forberede sin konversion til den ortodokse kirke, der var påkrævet, for at hun kunne blive gift med den russiske tronfølger. Dagmar var endnu ikke blevet konfirmeret, hvad der gjorde det kommende religionsskifte betydeligt lettere.
Det var en populær forlovelse og sikrede samtidig, at den danske kongefamilie fik endnu bedre forbindelser. Under fredsforhandlingerne mellem Danmark og Preussen og Østrig efter den 2. Slesvigske Krig i oktober 1864 skrev Dagmar til sin kommende svigerfar kejser Aleksandr 2. og appellerede til, at Rusland greb ind og forhindrede Preussen i at tage hertugdømmerne Slesvig, Holsten og Lauenburg fra Danmark: ″Brug din magt til at mildne de forfærdelige forhold, som tyskerne brutalt har tvunget Papa til at acceptere... mit fædrelands sørgelige nød, som gør mit hjerte tungt, har inspireret mig til at vende mig til dig.″ Det menes, at hun gjorde det med forældrenes samtykke, men det vides ikke, om det var på deres anmodning. Hendes appel var forgæves, men fra da af blev hun kendt for sine anti-preussiske synspunkter.
Storfyrst Nikolaj havde dog i nogen tid lidt af et svagt helbred, hvilket påvirkede ham allerede efter forlovelsen. Han fik det værre først i 1865, hvor han var i Sydeuropa. Det blev fejlagtigt diagnositeret som reumatisme, men det viste sig at være meningitis. Hans helbred forværres hurtigt, og han blev sendt til Nice i Sydfrankrig på grund af klimaet. Det viste sig dog hurtigt, at der ikke var noget håb om helbredelse, og kejseren sendte et telegram til Dagmar: ″Nikolaj har modtaget den sidste olie. Bed for os og kom om muligt.″ Hans familie samt Prinsesse Dagmar tog til Nice for at være sammen med ham, og allerede den 24. april 1865 døde han. Ifølge traditionen førte Nikolaj på sit dødsleje hænderne på Dagmar og sin bror Alexander sammen som et tegn på, at de havde hans velsignelse til at gifte sig efter hans død. Denne scene er ikke bekræftet, men det antydes alligevel, at både Dagmar og Alexander anså, at de havde modtaget en form for tegn fra Nikolaj om, at han ønskede, at de skulle gifte sig med hinanden efter hans død.
Dagmar var knust over Nikolajs død, og hans forældre måtte kæmpe for at "trække prinsesse Dagmar væk fra liget og bære hende ud." Hun var så opløst af sorg, da hun vendte tilbage til sit hjemland, at hendes familie var alvorligt bekymrede for hendes helbred. Hun var allerede blevet følelsesmæssigt knyttet til Rusland og tænkte ofte på det enorme, fjerntliggende land, der skulle have været hendes hjem. Mange udtrykte deres medfølelse med Dagmar. Prinsesse Mary Adelaide af Cambridge skrev om ″stakkels kære Minnys sorg og den ulykke, der er faldet over hendes unge liv″, mens Dronning Victoria skrev ″hvor forfærdeligt for stakkels Dagmar... man må have den dybeste medlidenhed med de stakkels forældre og bruden...″

#### Anden forlovelse og ægteskab
Nikolaj blev efterfulgt som tronfølger af sin bror storfyrst Aleksandr. Både Dagmars og Aleksandrs forældre gik ud fra, at brylluppet mellem Dagmar og den russiske tronfølger stadig ville finde sted. Den eneste forskel var, at den pågældende tronarving havde skiftet navn. I et kærligt brev til Dagmar, fortalte Aleksandr 2., at han håbede, at hun stadig ville betragte sig selv som et medlem af deres familie. Maria Aleksandrovna forsøgte at overbevise Dronning Louise om straks at sende Dagmar til Rusland, men Louise insisterede på, at Dagmar skulle ″styrke sine nerver... [og] undgå følelsesmæssige påvirkninger.″ Dagmar, der oprigtigt sørgede over Nikolaj, og Aleksandr, der var forelsket i hofdamen Marija Mesjtjerskaja og overvejede at frasige sig sin plads i tronfølgen for at kunne gifte sig med hende, var begge indledningsvis modvillige. Under pres fra forældrene besluttede Aleksandr alligevel at rejse til Danmark.
Efter sørgeåret var omme og efter en omfattende korrespondance mellem de to familier om at genoptage forbindelsen, ankom Aleksandr til Danmark i juni 1866 sammen med sine to brødre Storfyrst Vladimir og Storfyrst Aleksej. Mens de så fotografier igennem af Nikolaj, spurgte Aleksandr Dagmar, om ″hun kunne elske ham efter at have elsket Nixa, som de begge var hengivne til.″ Hun svarede, at hun ikke kunne elske andre end ham, fordi han havde været så tæt på sin bror. Aleksandr huskede senere, at "vi begge brød ud i gråd... [og] jeg fortalte hende, at min kære Nixa hjalp os meget i denne situation, og at han nu selvfølgelig beder for vores lykke." Den 17. juni 1866 friede han til hende under en skovtur til Hellebæk ved Øresund og fik et ja. Forlovelsen blev annonceret senere samme dag på Fredensborg Slot. Både Dagmar og Aleksandr skal ret hurtigt have vænnet sig til tanken om at gifte sig med hinanden, og de bliver snart beskrevet som oprigtigt entusiastiske.

I tiden op til Dagmars afrejse til Rusland fandt der mange festlige begivenheder sted i København, blandt andet havde værket Storfyrst Alexander Marsch af H.C. Lumbye premiere i Tivoli den 4. august. Den 22. september 1866 forlod Dagmar København sammen med sin bror Kronprins Frederik og et følge på blot syv personer, heriblandt løjtnant Wenzel Dinesen, overhofmesterinde Ida Bille-Brahe og guvernanten Sidonie L'Escaille, ombord på det danske kongeskib Slesvig eskorteret af panserfregatten Peder Skram. H.C. Andersen, der var blandt dem, som flokkedes ved kajen for at tage afsked med hende, havde dagen inden skrevet følgende afskedsdigt i Dagbladet:
Farvel, Prinsesse Dagmar, du gaar til Storhed og Glans,
En Kejserkrone gror der udi din Brudekrands;
Gud lade sit Solskin lyse i dig og dit nye Hjem,
Da bliver til Perle hver Taare, som Skilsmissen nu kalder frem!

Dagmar blev varmt modtaget i Kronstadt af tsarens lillebror, storfyrst Konstantin Nikolajevitj af Rusland, der fulgte hende til Sankt Petersborg, hvor hun blev taget imod af sin fremtidige svigermor og svigerinde den 24. september, og hun fik som gave "The Cottage", en af kejserfamiliens boliger i Peterhof. Vejret på denne septemberdag var helt sommerligt med mere end 20 grader, hvilket blev bemærket af digteren Fjodor Ivanovitj Tjuttjev i velkomstdigtet dedikeret til prinsessens ankomst:
Himlen er lyseblå
Den ånder lys og varme
Og Petropolis byder velkommen
med en hidtil uset september

Den 29. gjorde hun sit officielle indtog i den russiske hovedstad klædt i russisk nationaldragt i guld og blåt, hvor hun kørte med kejserinden til Vinterpaladset og blev præsenteret for folket fra paladsets balkon. Ifølge Catherine Radziwill skal hun have gjort et godt indtryk fra begyndelsen: "Sjældent er en udenlandsk prinsesse blevet mødt med så meget entusiasme ... fra det første øjeblik hun satte foden på russisk jord, formåede hun at vinde alle hjerter. Hendes smil, den dejlige måde, hun havde at bukke for tilskuerne på... lagde straks grunden til... hendes popularitet."
I de følgende uger blev Dagmar oplært i russisk hofetikette. Hun konverterede til den ortodokse tro den 12. oktober og fik ved indtrædelsen i den russisk-ortodokse kirke navnet Marija Fjodorovna (russisk: Мария Фёдоровна), hvilket var det navn, hun officielt gik under. Ved det russiske hof, hvor fransk praktisk talt var førstesproget, blev hun dog ofte kaldt Marie. Den 9. november 1866 blev hun klædt til brud af kejserinden, den russiske overhofmesterinde og Ida Bille-Brahe, hvorefter det storslåede bryllup fandt sted i Det Store Kapel i Vinterpaladset. Økonomiske begrænsninger forhindrede hendes forældre i at deltage i brylluppet, der i stedet blev repræsenteret af hendes bror, Kronprins Frederik. Også hendes svoger, fyrsten af Wales, var rejst til Sankt Petersborg til brylluppet; til gengæld kunne hendes søster Alexandra ikke deltage i brylluppet på grund af graviditet.

### Storfyrstinde af Rusland
Efter de mange bryllupsfestligheder var overstået, flyttede Dagmar og Aleksandr ind i den russiske tronfølgers sædvanlige residens, det enorme Anitjkov-palads, der ligger hvor Sankt Petersborgs hovedstrøg Nevskij Prospekt krydser Fontanka-floden. Her kom de til at bo de næste 15 år, afbrudt af længere ferieophold i deres sommerresidens Livadija-paladset ved den nordlige bred af Sortehavet på Krim-halvøen eller ved de jævnlige besøg hos Dagmars familie i Danmark. På trods af at deres forhold var begyndt under så mærkelige omstændigheder, havde Dagmar og Alexander et lykkeligt ægteskab, og i løbet af næsten tredive års samliv bevarede ægtefællerne en oprigtig hengivenhed til hinanden.
Mindre end et år efter brylluppet, fødte Dagmar deres første barn, en søn og fremtidig tronfølger, der kom til verden den 18. maj (jul.: 6. maj) 1868 i Aleksandrovskij-paladset i byen Tsarskoje Selo udenfor Sankt Petersborg. Hele den kejserlige familie var til stede ved fødslen, og i et brev til sin mor, dronning Louise, skrev Dagmar: "..det generede mig enormt! Kejseren holdt mig i den ene hånd, min Sasha i den anden, mens kejserinden af og til kyssede mig." Den nyfødte storfyrste blev opkaldt efter sin fars ældre bror og sin mors første forlovede og døbt med navnet Nikolaj.
Hendes næste søn, Storfyrst Aleksandr, blev født i 1869, men døde af meningitis allerede året efter. Derefter fik Dagmar og Aleksandr yderligere fire børn, som nåede voksenalderen: Storfyrst Georgij i 1871, Storfyrstinde Ksenija i 1875, Storfyrst Mikhail i 1878 og Storfyrstinde Olga i 1882. Som mor elskede hun og var ret besidderisk overfor sine sønner, mens hun havde et mere distanceret forhold til sine døtre. Hendes yndlingsbarn var Georgij, og Olga og Mikhail var tættere på deres far. Hun var mild og eftergivende overfor Georgij, og hun kunne aldrig holde ud at straffe ham for hans løjer. Hendes datter Olga huskede, at "mor havde en stor svaghed for ham."
Hendes svigermor udpegede et hof for hende med Julia Kurakina som overhofmesterinde og Tanja Apraxine Obolenskij, Elisabet "Lili" Vorontzog-Dashkov samt Maria og Aglaia Kutuzov som hofdamer. Dagmar kom til at betragte Kurakina næsten som en mor, og Obolenskij blev en af hendes nærmeste venner. De første år brugte Dagmar til at sætte sig ind i sit nye land, og parret rejste rundt i hele riget. Da hendes svigermor, kejserinde Maria Aleksandrovna, havde et skrøbeligt helbred og tilbragte lange perioder i udlandet af helbredsmæssige årsager, måtte Dagmar fra begyndelsen ofte udfylde rollen som hoffets førstedame. Dagmar havde ikke gode forudsætninger for at blive populær i Rusland, da de fleste russere ikke brød sig om, at hun havde giftet sig med Aleksandr efter først at have været forlovet med hans bror. Det lykkedes dog hurtigt Dagmar at overvinde denne forhindring, og hun blev et populært medlem af kejserfamilien.
Fra starten prioriterede hun at lære det russiske sprog og prøve at forstå det russiske folk. Baronesse Rahden skrev, at "Czarevnaen er ved at danne en ægte, varm sympati for det land, som modtager hende med så meget entusiasme." Hun blev beskrevet som smuk og med en evne til at vinde folk for sig ved hjælp af charme og diplomatisk takt. Hun lærte hurtigt den russiske hofetikette, og da hun nød selskabslivet, blev hun hurtigt en succes i det sociale liv. Hun kunne godt lide smukke kjoler og arrangerede ofte baller og amatørteaterforestillinger, der blev populære i selskabslivet. Hun var også kendt for den effektive kontrol, hun udøvede over sin hofstand, hvad der var usædvanligt inden for den russiske kejserfamilie.
Aleksandr blev som storfyrsttronfølger holdt ude af det politiske liv af sin far. Han havde ikke modtaget en uddannelse for sin fremtidige rolle, da han ikke var født som tronarving, så Dagmar opfordrede ham til at studere. Både Aleksandr og Dagmar blev undervist af den konservative Konstantin Pobedonotsev, som snart fik fuldstændig indflydelse på Aleksandrs politiske synspunkter og gjorde ham til en tilhænger af autokratiet. Dagmar stillede aldrig spørgsmålstegn ved Pobedonotsevs indflydelse på sin mands synspunkter. Selv blandede hun sig sjældent i politiske spørgsmål, men helligede sin tid til familien, velgørenhed og sociale gøremål. Blandt dem var russisk Røde Kors, og flere uddannelsesinstitutioner, heraf det kendte Smolnyjinstituttet for adelskvinder. Politisk var hun modvillig over for Tyskland på grund af anneksionen af Hertugdømmerne i 1864, og hun søgte at begunstige Danmarks stilling i Rusland.

### Kejserinde af Rusland
Den 13. marts 1881 blev hendes svigerfader kejser Aleksandr 2. myrdet ved et bombeattentat foranstaltet af den revolutionære socialistiske gruppe Narodnaja Volja (dansk: Folkets Vilje) på vej tilbage til Vinterpaladset fra en militærparade. Hans ben blev sprængt i stykker af den anden af to bomber, og han blev ført til Vinterpaladset, hvor han døde af blodtab foran øjnene af sin familie, inklusive sin gemalinde Jekaterina Dolgorukova og sin søn og svigerdatter Alexander og Dagmar. Dagmars mand besteg derved den russiske trone som kejser Aleksandr 3., mens hun selv blev kejserinde. Dagen efter blev der holdt en stor reception i Vinterpaladset, hvor det Aleksandr og Dagmar blev fejret som det nye kejserpar. Dagmar siges at have grædt under hele ceremonien.
Den traditionelle overdådige kroning af det nye kejserpar fandt sted to år senere, den 27. maj 1883 i Uspenskij-katedralen i Kreml i Moskva, den traditionelle kroningskirke for Ruslands monarker. Den fandt sted under skrappe sikkerhedsforanstaltninger, da der lige før kroningen var blevet opdaget et større komplot. Ikke desto mindre deltog over 8000 gæster i den pragtfulde ceremoni.
For det nye kejserpar blev sikkerheden skærpet, og de måtte flytte ud af byen til Gattjina-paladset, der ydede større beskyttelse. Parret blev skarpt bevogtet, men Dagmar tog ofte ind til St. Petersborg for at deltage i og afholde baller, receptioner og andet, som hun havde nydt som storfyrstinde. Politisk var hendes mand yderst konservativ, hvilket Dagmar støttede ham i, og hun søgte at begunstige Danmark og modarbejde Tyskland. Endvidere forsøgte hun at få Rusland tilnærmet Storbritannien, der traditionelt ikke var allieret.
Som kejserpar kom Aleksandr og Dagmar ofte til Danmark, hvilket altid var en stor begivenhed, og parret nød at være i landet, da de kunne gå mere eller mindre rundt, som det passede dem, og under langt mindre skrappe sikkerhedsforanstaltninger end de var vant til i Rusland. Det resulterede også i, at Aleksandr i 1885 under en middag på Fredensborg Slot proklamerede, at også han ville have sit eget hjem i denne by. Han købte huset, der dengang gik under navnet Svalereden. Huset kendes i dag som Kejserens Villa. Det forblev i Dagmars eje indtil hendes død, hvorefter hendes datter Olga solgte huset til privateje. Desuden opførte kejser Aleksandr og kejserinde Dagmar den russisk-ortodokse kirke i Bredgade i København, Aleksander Nevskij Kirke, så familien havde et sted at gå til gudstjeneste, når de var i Danmark.
Aleksandr døde den 2. november 1894 i Livadija-paladset på Krim. Han havde længe været syg og var kun 49 år gammel, da han døde.

### Enke, revolution og eksil

#### Enkekejserinde
Efter sin mands død og brylluppet mellem Nikolaj 2. og Aleksandra Fjodorovna senere samme måned, trak Dagmar sig tilbage til Anitjkov-paladset. Hun blev enkekejserinde i en ung alder og dedikerede sin tid til sociale gøremål og sine børn. I de første år støttede hun sin søn kejser Nikolaj 2., og han søgte ofte råd hos sin mor. Den første tid efter tronbestigelsen og hans ægteskab med Aleksandra Fjodorovna boede han hos hende i Anitjkov paladset, hvor Dagmar også boede, når hun var i byen. Ifølge russisk skik var hun stadig landets førstedame, en position der skabte en del spændinger mellem hende og kejserinde Aleksandra. De to kom aldrig tæt på hinanden, og det var genstand for en del sladder. Kejserinde Dagmar var mere populær end svigerdatteren og nød fortsat sin rolle som førstedame.
Dagmars politiske ståsted skiftede efterhånden, som utilfredshed og revolutionære begivenheder steg i Rusland, og hun mente, at noget af den enevældige politiske magt skulle overdrages til en regering, og at Rusland skulle orientere sig mere mod vesten. Nikolaj 2. fastholdt sin enevældige magt, og med tiden forsvandt Dagmars rolle som politisk rådgiver for sønnen, der i stedet støttede sig til sin hustru.

#### Den russiske revolution
Da den russiske revolution brød ud under 1. verdenskrig i 1917, befandt Dagmar sig i Kijev. Efter Nikolaj abdicerede, så hun ham en sidste gang, og efter nogen overvejelse tog hun til Krim, hvor kejserfamiliens medlemmer havde flere sommerboliger. Her blev hun vidne til Oktoberrevolutionen samme år, og senere kom nyheden om mordet på hendes søn og hans familie, hvilket hun dog ikke troede på.
Tiden på Krim var usikker præget af husundersøgelser, fødevaremangel og trusler om at blive myrdet af bolsjevikkerne.
Skønt monarkiet blev afskaffet ved revolutionen (1917), ville Dagmar i første omgang ikke forlade Rusland. Hun flygtede først i maj 1919 til London da George V af Storbritannien sendte krigsskibet HMS Marlborough for at hente sin moster, da hun ikke længere kunne blive på Krim, på grund af den røde hærs indmarch på Krim.
Efter et kort ophold i London vendte hun hjem til sit fødeland Danmark og valgte sit tidligere feriested Hvidøre som sit nye hjem. Selv om Alexandra aldrig behandlede sin søster dårligt, og de tit holdt ferie i en fælles sommerbolig i Storbritannien, følte Dagmar sig trods det nære forhold altid som lillesøster, nummer to.

#### Eksil i Danmark
Dagmar boede under sit eksil i Danmark på henholdsvis Amalienborg og på Hvidøre ved Klampenborg. Hendes år i eksil blev overskygget af de mange dødsfald i hendes nærmeste familie. Hun nægtede at tro på massakren på sin søn, svigerdatter og børnebørn, og hun tillod aldrig afholdelse af mindegudstjenester i sit hjem.
Som enkekejserinde havde Dagmar en stor indflydelse inden for det russiske emigrantmiljø i Vesteuropa. Romanov-familien blev internt splittet i sit eksil, især i spørgsmålet om hvem der skulle være familiens overhoved, selvom det russiske kejserrige havde en klar arvefølge. Dagmar, der mente, at hendes sønner evt. kunne være i live, mente, at det var for tidligt at udpege et nyt overhoved for familien og var derfor imod, da hendes nevø, storfyrst Kirill Vladimirovitj udnævnte sig selv til ny kejser i 1924. Det gjorde han på baggrund af arvefølgen, hvor han stod til at arve tronen efter Dagmars gren af familien. Dagmar, samt storfyrst Nikolaj Nikolajevitj den Yngre, der var et velanset og respekteret medlem af familien, modsatte sig offentligt Kirills proklamation.
Ved sin død i 1928 blev kejserinden stedt til hvile i en sarkofag i krypten under Christian IXs kapel i Roskilde Domkirke
Efter en mindehøjtidlighed i København i den russisk-ortodokse Alexander Nevsky Kirke, hvis opførelse hun selv havde tilskyndet, blev hun overført til Roskilde Domkirke.

## Genbegravelse
Efter flere års overvejelser og forhandlinger enedes den danske og den russiske regering i 2005 om at genbegrave kejserinde Dagmar i Sankt Petersborg. Begivenheden indledtes med en ceremoni i Roskilde Domkirke den 23. september 2006. Kisten kørtes til Christiansborg i København i den samme rustvogn, som blev brugt ved dronning Ingrids begravelse i 2000. Fra Christiansborg blev kisten på en hestetrukken rustvogn kørt gennem København via Amalienborg til Langeliniekajen, hvor den blev overført til orlogsskibet Esbern Snare under Det danske kongehus' deltagelse. Da kisten var om bord, gav Batteriet Sixtus på Nyholm salut på (3x21 skud), og L17 Esbern Snare afsejlede mod Sankt Petersborg.
Ved passagen af finske Jussarö i Ekenäs skærgård kl. 12 den 25. september 2006 hædredes kejserinden i internationalt farvand med en salut fra det finske minefartøj Pohjanmaa.
Efter tre dages transport ankom kejserinde Dagmar tirsdag den 26. september 2006 til Sankt Petersborg – på 140 årsdagen for hendes første ankomst til Rusland som prinsesse Dagmar. Kisten blev bragt i land og placeret i Aleksandr Nevskij-kapellet i parken til Peterhof. Den 28. september blev kejserinden efter en ceremoni i Isak-katedralen gravlagt ved siden af sin mand zar Aleksandr 3. i Peter og Paul-katedralen i Sankt Petersborg, 78 år efter sin død og 87 år efter hun forlod Rusland.
Det pådrog sig mediernes opmærksomhed, at en dansk ambassadeansat ved et uheld under ceremonien faldt ned i graven med sin mobiltelefon .
- Kejserinde Dagmars sarkofag i Roskilde Domkirke
- Dagmars kiste overføres fra Roskilde Domkirke til rustvognen
- Dagmars kiste ved den russisk-ortodokske kirke i Bredgade, København
- Dagmars kiste bliver hejst om bord på orlogsfartøjet Esbern Snare
- Kejserinde Dagmars Alexander 3.'s sarkofag i Peter og Paul-katedralen, Sankt Petersborg

## Kunstneriske gengivelser

### Film
- Anastasia - Oscar-vindende biograffilm fra 1956, hvor Enkekejserinde Maria spilles af den amerikanske skuespillerinde Helen Hayes
- Anastasia – amerikansk tegnefilm fra 1997, hvor den britiske skuespillerinde Angela Lansbury lægger stemme til Enkekejserinde Maria
- Kejserinde Dagmars Ankomst til Helsingør - Dokumentarfilm fra 1900 om Dagmars besøg i Helsingør.
- Kejserinde Dagmars Ankomst til Bellevue - Dokumentarfilm fra 1902 om Dagmars besøg i Bellevue.
- Kejserinde Dagmars Ankomst til Gentofte - Dokumentarfilm fra 1904 om Dagmars besøg i Gentofte.
- Enkekejserinde Dagmars Ankomst - Dokumentarfilm fra 1906 om Dagmars besøg i København.

## Børn
Kejser Aleksandr III og Kejserinde Dagmar fik fire sønner og to døtre:
- Kejser Nikolaj II (6. maj 1868 – 17. juli 1918).

∞ 1894 Prinsesse Alix af Hessen og ved Rhinen (1872–1918)
- Storfyrste Aleksandr Aleksandrovitj af Rusland (7. juni 1869 – 21. maj 1870).
- Storfyrste Georgij Aleksandrovitj af Rusland (6. maj 1871 – 9. august 1899).
- Storfyrstinde Ksenia Aleksandrovna af Rusland (6. april 1875 – 20. april 1960).

∞ 1894 Storfyrste Aleksandr Mikhailovitj af Rusland (1866–1933)
- Storfyrste Mikhail Aleksandrovitj af Rusland (28. november 1878 – c. 21. juni 1918).

∞ 1912 (morg.) Natalja Sergejevna Sheremetjevskaja (1880–1952)
- Storfyrstinde Olga Aleksandrovna af Rusland (13. juni 1882 – 24. november 1960).

∞ 1901–1916 Hertug Peter Aleksandrovitj af Oldenburg (1868–1924)
∞ 1916 Nikolaj Aleksandrovitj Kulikovskij (1881–1958)

## Anetavle
|  |                                                            |  |  |  |  |  |  |  |  |  |  |  |  |  |  |  |
|  | 16. Karl Anton August af Slesvig-Holsten-Sønderborg-Beck   |  |  |  |  |  |  |  |  |  |  |  |  |  |  |  |
|  |                                                            |  |  |  |  |  |  |  |  |  |  |  |  |  |  |  |
|  |                                                            |  |  |  |  |  |  |  |  |  |  |  |  |  |  |  |
|  | 8. Frederik Karl Ludvig af Slesvig-Holsten-Sønderborg-Beck |  |  |  |  |  |  |  |  |  |  |  |  |  |  |  |
|  |                                                            |  |  |  |  |  |  |  |  |  |  |  |  |  |  |  |
|  |                                                            |  |  |  |  |  |  |  |  |  |  |  |  |  |  |  |
|  | 17. Frederikke af Dohna-Schlobitten                        |  |  |  |  |  |  |  |  |  |  |  |  |  |  |  |
|  |                                                            |  |  |  |  |  |  |  |  |  |  |  |  |  |  |  |
|  |                                                            |  |  |  |  |  |  |  |  |  |  |  |  |  |  |  |
|  | 4. Vilhelm af Slesvig-Holsten-Sønderborg-Glücksborg        |  |  |  |  |  |  |  |  |  |  |  |  |  |  |  |
|  |                                                            |  |  |  |  |  |  |  |  |  |  |  |  |  |  |  |
|  |                                                            |  |  |  |  |  |  |  |  |  |  |  |  |  |  |  |
|  | 18. Karl Leopold af Schlieben                              |  |  |  |  |  |  |  |  |  |  |  |  |  |  |  |
|  |                                                            |  |  |  |  |  |  |  |  |  |  |  |  |  |  |  |
|  |                                                            |  |  |  |  |  |  |  |  |  |  |  |  |  |  |  |
|  | 9. Friederikke von Schlieben                               |  |  |  |  |  |  |  |  |  |  |  |  |  |  |  |
|  |                                                            |  |  |  |  |  |  |  |  |  |  |  |  |  |  |  |
|  |                                                            |  |  |  |  |  |  |  |  |  |  |  |  |  |  |  |
|  | 19. Marie Eleanore af Lehndorff                            |  |  |  |  |  |  |  |  |  |  |  |  |  |  |  |
|  |                                                            |  |  |  |  |  |  |  |  |  |  |  |  |  |  |  |
|  |                                                            |  |  |  |  |  |  |  |  |  |  |  |  |  |  |  |
|  | 2. Christian 9. af Danmark                                 |  |  |  |  |  |  |  |  |  |  |  |  |  |  |  |
|  |                                                            |  |  |  |  |  |  |  |  |  |  |  |  |  |  |  |
|  |                                                            |  |  |  |  |  |  |  |  |  |  |  |  |  |  |  |
|  | 20. Frederik 2. af Hessen-Kassel                           |  |  |  |  |  |  |  |  |  |  |  |  |  |  |  |
|  |                                                            |  |  |  |  |  |  |  |  |  |  |  |  |  |  |  |
|  |                                                            |  |  |  |  |  |  |  |  |  |  |  |  |  |  |  |
|  | 10. Carl af Hessen                                         |  |  |  |  |  |  |  |  |  |  |  |  |  |  |  |
|  |                                                            |  |  |  |  |  |  |  |  |  |  |  |  |  |  |  |
|  |                                                            |  |  |  |  |  |  |  |  |  |  |  |  |  |  |  |
|  | 21. Marie af Storbritannien                                |  |  |  |  |  |  |  |  |  |  |  |  |  |  |  |
|  |                                                            |  |  |  |  |  |  |  |  |  |  |  |  |  |  |  |
|  |                                                            |  |  |  |  |  |  |  |  |  |  |  |  |  |  |  |
|  | 5. Louise Karoline af Hessen-Kassel                        |  |  |  |  |  |  |  |  |  |  |  |  |  |  |  |
|  |                                                            |  |  |  |  |  |  |  |  |  |  |  |  |  |  |  |
|  |                                                            |  |  |  |  |  |  |  |  |  |  |  |  |  |  |  |
|  | 22. Frederik 5. af Danmark                                 |  |  |  |  |  |  |  |  |  |  |  |  |  |  |  |
|  |                                                            |  |  |  |  |  |  |  |  |  |  |  |  |  |  |  |
|  |                                                            |  |  |  |  |  |  |  |  |  |  |  |  |  |  |  |
|  | 11. Louise af Danmark                                      |  |  |  |  |  |  |  |  |  |  |  |  |  |  |  |
|  |                                                            |  |  |  |  |  |  |  |  |  |  |  |  |  |  |  |
|  |                                                            |  |  |  |  |  |  |  |  |  |  |  |  |  |  |  |
|  | 23. Louise af Storbritannien                               |  |  |  |  |  |  |  |  |  |  |  |  |  |  |  |
|  |                                                            |  |  |  |  |  |  |  |  |  |  |  |  |  |  |  |
|  |                                                            |  |  |  |  |  |  |  |  |  |  |  |  |  |  |  |
|  | 1. Dagmar af Danmark                                       |  |  |  |  |  |  |  |  |  |  |  |  |  |  |  |
|  |                                                            |  |  |  |  |  |  |  |  |  |  |  |  |  |  |  |
|  |                                                            |  |  |  |  |  |  |  |  |  |  |  |  |  |  |  |
|  | 24. Frederik 2. af Hessen-Kassel                           |  |  |  |  |  |  |  |  |  |  |  |  |  |  |  |
|  |                                                            |  |  |  |  |  |  |  |  |  |  |  |  |  |  |  |
|  |                                                            |  |  |  |  |  |  |  |  |  |  |  |  |  |  |  |
|  | 12. Frederik af Hessen-Kassel                              |  |  |  |  |  |  |  |  |  |  |  |  |  |  |  |
|  |                                                            |  |  |  |  |  |  |  |  |  |  |  |  |  |  |  |
|  |                                                            |  |  |  |  |  |  |  |  |  |  |  |  |  |  |  |
|  | 25. Marie af Storbritannien                                |  |  |  |  |  |  |  |  |  |  |  |  |  |  |  |
|  |                                                            |  |  |  |  |  |  |  |  |  |  |  |  |  |  |  |
|  |                                                            |  |  |  |  |  |  |  |  |  |  |  |  |  |  |  |
|  | 6. Vilhelm af Hessen-Kassel                                |  |  |  |  |  |  |  |  |  |  |  |  |  |  |  |
|  |                                                            |  |  |  |  |  |  |  |  |  |  |  |  |  |  |  |
|  |                                                            |  |  |  |  |  |  |  |  |  |  |  |  |  |  |  |
|  | 26. Karl Wilhelm af Nassau-Usingen                         |  |  |  |  |  |  |  |  |  |  |  |  |  |  |  |
|  |                                                            |  |  |  |  |  |  |  |  |  |  |  |  |  |  |  |
|  |                                                            |  |  |  |  |  |  |  |  |  |  |  |  |  |  |  |
|  | 13. Karoline af Nassau-Usingen                             |  |  |  |  |  |  |  |  |  |  |  |  |  |  |  |
|  |                                                            |  |  |  |  |  |  |  |  |  |  |  |  |  |  |  |
|  |                                                            |  |  |  |  |  |  |  |  |  |  |  |  |  |  |  |
|  | 27. Karoline Felicitas af Leiningen-Langsberg-Heidesheim   |  |  |  |  |  |  |  |  |  |  |  |  |  |  |  |
|  |                                                            |  |  |  |  |  |  |  |  |  |  |  |  |  |  |  |
|  |                                                            |  |  |  |  |  |  |  |  |  |  |  |  |  |  |  |
|  | 3. Louise af Hessen-Kassel                                 |  |  |  |  |  |  |  |  |  |  |  |  |  |  |  |
|  |                                                            |  |  |  |  |  |  |  |  |  |  |  |  |  |  |  |
|  |                                                            |  |  |  |  |  |  |  |  |  |  |  |  |  |  |  |
|  | 28. Frederik 5. af Danmark                                 |  |  |  |  |  |  |  |  |  |  |  |  |  |  |  |
|  |                                                            |  |  |  |  |  |  |  |  |  |  |  |  |  |  |  |
|  |                                                            |  |  |  |  |  |  |  |  |  |  |  |  |  |  |  |
|  | 14. Arveprins Frederik af Danmark                          |  |  |  |  |  |  |  |  |  |  |  |  |  |  |  |
|  |                                                            |  |  |  |  |  |  |  |  |  |  |  |  |  |  |  |
|  |                                                            |  |  |  |  |  |  |  |  |  |  |  |  |  |  |  |
|  | 29. Juliane Marie af Braunschweig-Wolfenbüttel             |  |  |  |  |  |  |  |  |  |  |  |  |  |  |  |
|  |                                                            |  |  |  |  |  |  |  |  |  |  |  |  |  |  |  |
|  |                                                            |  |  |  |  |  |  |  |  |  |  |  |  |  |  |  |
|  | 7. Charlotte af Danmark                                    |  |  |  |  |  |  |  |  |  |  |  |  |  |  |  |
|  |                                                            |  |  |  |  |  |  |  |  |  |  |  |  |  |  |  |
|  |                                                            |  |  |  |  |  |  |  |  |  |  |  |  |  |  |  |
|  | 30. Ludvig af Mecklenburg-Schwerin                         |  |  |  |  |  |  |  |  |  |  |  |  |  |  |  |
|  |                                                            |  |  |  |  |  |  |  |  |  |  |  |  |  |  |  |
|  |                                                            |  |  |  |  |  |  |  |  |  |  |  |  |  |  |  |
|  | 15. Sofie Frederikke af Mecklenburg-Schwerin               |  |  |  |  |  |  |  |  |  |  |  |  |  |  |  |
|  |                                                            |  |  |  |  |  |  |  |  |  |  |  |  |  |  |  |
|  |                                                            |  |  |  |  |  |  |  |  |  |  |  |  |  |  |  |
|  | 31. Charlotte Sophie af Sachsen-Coburg-Saalfeld            |  |  |  |  |  |  |  |  |  |  |  |  |  |  |  |
|  |                                                            |  |  |  |  |  |  |  |  |  |  |  |  |  |  |  |
|  |                                                            |  |  |  |  |  |  |  |  |  |  |  |  |  |  |  |

## Galleri
- Dagmar med sine søstre Thyra og Alexandra i 1856
- Portræt af Dagmar fra 1861
- Dagmar med sin bror Vilhelm i 1861
- Dagmar med sin søster Alexandra
- Portræt af Dagmar fra 1862
- Portræt af Dagmar fra 1862
- Portræt af Dagmar
- Portræt af Dagmar fra 1870
- Dagmar med sin søster Alexandra i 1875
- Portræt af Dagmar fra 1885
- Portræt af Dagmar fra 1892
- Enkekejserinde Dagmar